# Bandiera del Montenegro
La bandiera del Montenegro è stata adottata dal parlamento il 13 luglio 2004, insieme ad un nuovo stemma e ad un nuovo inno, il popolare canto montenegrino Oj, svijetla majska zoro.

## Descrizione
La bordura giallo-oro del drappo inizialmente era una frangia; in seguito è diventata parte integrante della bandiera. Nella bandiera vengono reintrodotti alcuni simboli nazionali monarchici, quali l'aquila bicipite (di derivazione bizantina) e il leone passante, utilizzati prima del 1918. L'aquila ha sul petto lo scudo della dinastia Petrovič con un leone passante d'oro su sfondo azzurro nella parte superiore di dimensioni maggiore e la parte inferiore verde, con le due parti dello scudo separate da una fascia di colore oro. L'aquila ha tra le due teste la Corona della dinastia Petrovič-Nejgoš e tiene tra gli artigli uno scettro e un Globo.
Col distacco dalla Serbia e la fine della Confederazione Serbo-Montenegrina sancito con la proclamazione dell'indipendenza dal parlamento montenegrino il 3 giugno 2006 in seguito al referendum del 21 maggio precedente, la bandiera è diventata il drappo ufficiale del Montenegro indipendente.

## Bandiere precedenti

### Montenegro monarchico
Il Principato del Montenegro venne riconosciuto internazionalmente solo il 3 marzo 1878 durante il Congresso di Berlino, ma era di fatto indipendente da secoli. La bandiera fino ad allora non ufficiale era costituita dalla croce rossa di San Giorgio su fondo bianco. Con l'ascesa al trono del principato nel 1860 di Nicola I, che nel 1910 avrebbe assunto il titolo di Re, la croce recava le iniziali del sovrano (Nikola I Petrović Njegoš) in caratteri cirillici rossi (H.I, da leggersi N. I, Nicola I).
Nel 1878 con il riconoscimento formale dell'indipendenza, la bandiera ufficiale adottata era rossa, con l'aquila bicipite coronata al centro e le iniziali H. I.
Dal 1905 con l'adozione di una costituzione ufficiale, venne introdotta la bandiera formata da tre strisce orizzontali di uguale dimensione con i colori delle strisce rosso, blu bianco, tradizionali colori panslavi e con lo stemma che è rappresentato nell'attuale bandiera del Montenegro.
Tale bandiera venne utilizzata fino al 1918 anno in cui il Montenegro perse la sua indipendenza.

### Repubblica socialista (1945-1992)
Dal 1945 al 1992, come una di sei repubbliche costituenti della Repubblica Socialista Federale di Jugoslavia, Montenegro (Repubblica Popolare del Montenegro, dal 1963 Repubblica Socialista di Montenegro) adottò il tricolore utilizzato durante il Regno del Montenegro, ma con al centro la stella rossa al posto del vecchio stemma.

### Repubblica federata alla Serbia (1993-2004)
Con la fine della Jugoslavia Socialista il Montenegro proseguì insieme alla Serbia l'esperienza federativa dando vita il 27 aprile 1992 ad una nuova federazione che prese il nome di Repubblica Federale di Jugoslavia.
La bandiera della Repubblica del Montenegro il 21 dicembre 1993 venne modificata, con le proporzioni che passarono da 2:3 a 1:3, l'abolizione della stella rossa ed il blu del periodo socialista sostituito con il tradizionale azzurro montenegrino.
Dopo che nel 2003 l'assetto statale venne modificato in confederazione assumendo la denominazione ufficiale di Unione Statale di Serbia e Montenegro, nel 2004 venne adottata una nuova bandiera che nel 2006 con la proclamazione dell'indipendenza sarebbe diventata la bandiera nazionale.

## Bandiere storiche

Bandiera del Principato di Zeta (1451-1496)
Bandiera del Principato vescovile di Montenegro (1512-1852)
Bandiera del Principato del Montenegro (1852-1905)
Bandiera di stato del Regno del Montenegro (1905-1918)
Bandiera del Regno del Montenegro come Stato fantoccio delle potenze dell'Asse (1941-1944)
Bandiera della Repubblica Socialista di Montenegro (1945-1993)
Bandiera della Repubblica di Montenegro (1993–2004)